# Antennaerenea
Antennaerenea is een kevergeslacht uit de familie van de boktorren (Cerambycidae). De wetenschappelijke naam van het geslacht werd voor het eerst geldig gepubliceerd in 1979 door Breuning.

## Soorten
Antennaerenea is monotypisch en omvat slechts de volgende soort:
- Antennaerenea niveosignata Breuning, 1979